# Pregled povijesti
Pregled povijesti (grč. Σύνοψις Ἱστοριῶν; lat. Synopsis historiarum), povijesno djelo bizantskog povjesničara Ivana Skilice iz druge polovice 11. stoljeća. U ljetopisu je opisano vladanje bizantskih careva od 811. do 1057. godine, odnosno od vladavine cara Nikefora I. (802. – 811.) do cara Mihaela VI. (1056. – 1057.). Svojim djelom, Skilica se nastavio na Teofanov Vremenopis iz 9. stoljeća, koji obrađuje razdoblje od 284. do 813. godine.
Veoma je dragocjen izvor za povijest 11. stoljeća, ali i za povijest južnoslavenskih naroda. U ljetopisu se obrađuje odnos Bizanta i Samuilove države, ustanak Petra Deljana i borbu Duklje za neovisnost. Također, izvor na nekoliko mjesta donosi vijesti o Hrvatima. Spominje se da su se dvojica arhonata Hrvata pokorila bizantskom vrhovništvu, nakon Samuilova poraza 1014. godine. Mišljenja povjesničara je da su ta dvojica arhonata hrvatski kraljevi Krešimir III. i Gojslav I., koji su vladali Hrvatskim kraljevstvom upravo u to vrijeme. Drugi spomen se odnosi na južni ogranak Hrvata, koji je živio i djelovao na teritoriju Duklje, a spominju se u kontekstu ustanka Georgija Vojteha protiv bizantske vlasti.
Bizantski povjesničar Kedren je prepisao gotovo cijeli Skiličin ljetopis u svom djelu istovjetnog naziva. Nepoznati ljetopisac je nastavio Skiličino djelo za razdoblje od 1057. do 1079. godine.
Iluminirana kopija Skiličinog djela, nastala u 12. stoljeću na Siciliji, čuva se danas u Španjolskoj nacionalnoj knjižnici u Madridu.